# Wyspa Edge’a
Wyspa Edge’a (norw. Edgeøya) – niezamieszkana wyspa wchodząca w skład norweskiego archipelagu Svalbard, położona na południowy wschód od głównej wyspy Spitsbergen. Od położonej na północy Wyspy Barentsa oddziela ją Cieśnina Freemana. Zajmuje powierzchnię 5074 km² (trzecia pod względem wielkości po Spitsbergenie i Ziemi Północno-Wschodniej).

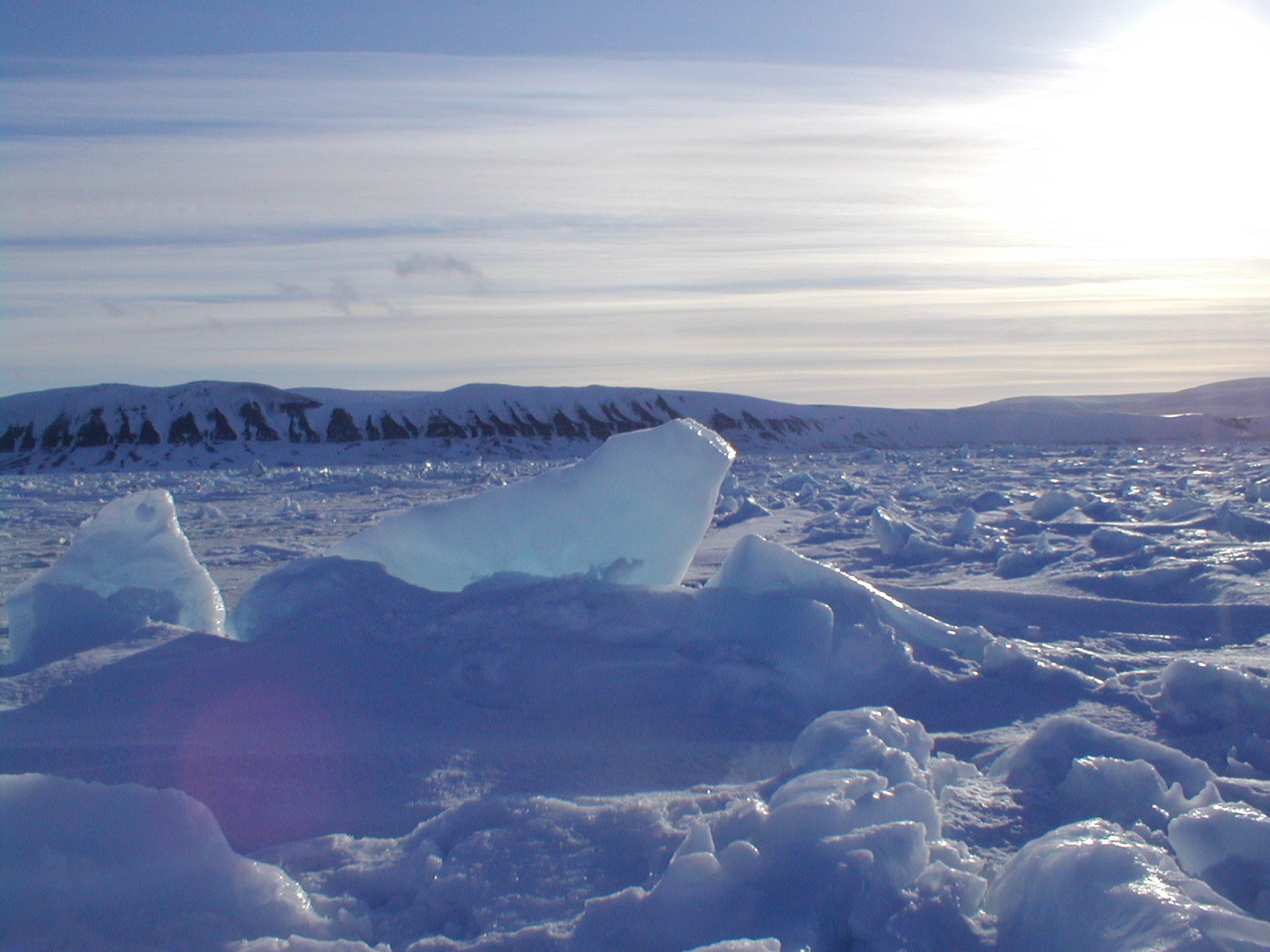
Lód morski u wybrzeży wyspy

Wyspa stanowi rezerwat przyrody. Spotkać tu można niedźwiedzie polarne i renifery. Ponad 40% powierzchni wyspy (2102 km²) pokryta jest lodowcami.
Wyspa nazwana została na cześć Thomasa Edge’a (zm. 1624), angielskiego handlarza i wielorybnika.